# Inglés australiano
El inglés australiano (en inglés: Australian English, abreviado como AuE, AuEn o en-AU) es el conjunto de variedades del inglés nativas de Australia. Aunque Australia no tiene una lengua oficial, el inglés es la primera lengua de la mayoría de la población, y se ha afianzado como lengua nacional de facto desde el inicio de la colonización británica, siendo la única lengua hablada en el hogar para el 72 % de los australianos en 2021. También es la lengua principal utilizada en la enseñanza obligatoria, así como en las legislaturas y tribunales federales, estatales y territoriales.
El inglés australiano empezó a divergir del británico y del hiberno después de que la Primera Flota estableciera la colonia de Nueva Gales del Sur en 1788. El inglés australiano surgió de un crisol dialectal creado por el mestizaje de los primeros colonos que procedían de diversas regiones dialectales de Gran Bretaña e Irlanda, aunque sus influencias más significativas fueron los dialectos del sureste de Inglaterra. Para la década de 1820, el habla de los colonos nativos ya se diferenciaba claramente de los hablantes de Gran Bretaña e Irlanda.
El inglés australiano difiere de otras variedades en su fonología, pronunciación, léxico, modismos, gramática y ortografía. El inglés australiano es relativamente homogéneo en todo el continente, aunque engloba numerosas variedades regionales y socioculturales. El «australiano general» (General Australian English) describe el dialecto estándar de facto, que se percibe como libre de marcadores regionales o socioculturales pronunciados y se utiliza a menudo en los medios de comunicación.

## Historia
Al igual que el inglés estadounidense primitivo, el inglés australiano pasó por un proceso de amplia nivelación y mezcla de dialectos (koineización) que dio lugar a una nueva variedad relativamente homogénea de inglés fácilmente comprensible por todos.
El primer inglés australiano lo hablaba la primera generación de colonos nativos de la colonia de Nueva Gales del Sur desde finales del siglo XVIII. Estos niños nativos estuvieron expuestos a una amplia gama de dialectos de todas las Islas Británicas. Los dialectos del sureste de Inglaterra, entre los que destaca el tradicional dialecto cockney de Londres, influyeron especialmente en el desarrollo de la nueva variedad y constituyeron «la principal aportación de los diversos sonidos que se utilizaron para construir» el inglés australiano. Todas las demás regiones de Inglaterra estaban representadas entre los primeros colonos. Una gran proporción de los primeros convictos y colonos procedían de Irlanda (el 25 % de la población total de convictos), y muchos de ellos hablaban irlandés como única o primera lengua. A ellos se unieron otros hablantes no nativos de inglés procedentes de las Tierras Altas de Escocia  y Gales. El libro de Peter Miller Cunningham de 1827, Two Years in New South Wales, describe el acento y el vocabulario característicos que se habían desarrollado entre los colonos nativos.
La primera de las fiebres del oro australianas, en la década de 1850, inició una gran oleada de inmigración, durante la cual cerca del dos por ciento de la población del Reino Unido emigró a las colonias de Nueva Gales del Sur y Victoria. Las fiebre del oro trajeron inmigrantes e influencias lingüísticas de muchas partes del mundo. Un ejemplo fue la introducción de vocabulario procedente del inglés estadounidense, incluidos algunos términos que más tarde se consideraron típicamente australianos, como bushwhacker y squatter. Esta influencia estadounidense continuó con la popularidad de las películas americanas de principios del siglo XX y la afluencia de militares estadounidenses que se asentaron en Australia y Nueva Zelanda durante la Segunda Guerra Mundial; se aprecia en la persistencia de términos universalmente aceptados como okay y guys.

## Fonología y pronunciación
La forma más obvia en que el inglés australiano se distingue de otras variedades del inglés es a través de su pronunciación. Tiene muchas similitudes con el inglés neozelandés. Como la mayoría de los dialectos del inglés, se distingue principalmente por la calidad fonética de sus vocales.

### Vocales

Monoptongos del inglés australiano.

Diptongos del inglés australiano (1).

Diptongos del inglés australiano (2).

Las vocales del inglés australiano pueden dividirse según su longitud. Las vocales largas, que incluyen monoptongos y diptongos, corresponden en su mayoría a las vocales tensas utilizadas en los análisis de la pronunciación aceptada (RP), así como a sus diptongos centrados. Las vocales cortas, formadas únicamente por monoptongos, corresponden a las vocales laxas de la RP.
Existen pares de vocales largas y cortas con calidad vocálica superpuesta, lo que confiere al inglés australiano una distinción fonémica de longitud, que también está presente en algunos dialectos regionales del sureste del Reino Unido y en los dialectos de la costa este de Estados Unidos. Un ejemplo de esta característica es la distinción entre ferry /ˈfeɹiː/ y fairy /ˈfeːɹiː/.
Al igual que en el inglés neozelandés y el inglés estadounidense general, la fusión de vocales débiles es completa en el inglés australiano: la /ɪ/ no acentuada se fusiona en /ə/ (schwa), a menos que vaya seguida de una consonante velar. Ejemplos de esta característica son las siguientes parejas, que se pronuncian de forma idéntica en inglés australiano: Rosa's y roses, así como Lennon y Lenin. Otros ejemplos son los siguientes pares, que riman en inglés australiano: abbott con rabbit, y dig it con bigot.
La mayoría de las variedades del inglés australiano presentan sólo una división parcial entre trap y bath. Las palabras bath, grass y can't se pronuncian siempre con la /ɐː/ «larga» de father. En la mayor parte del país, la /æ/ «plana» de man es la pronunciación dominante para la vocal a en las siguientes palabras: dance, advance, plant, example y answer. La excepción es el estado de Australia Meridional, donde se encuentra una división más avanzada entre trap y bath, y donde la pronunciación dominante de todas las palabras anteriores incorpora la /ɐː/ «larga» de padre.
| monoptongos    | monoptongos          | monoptongos    | monoptongos           | diptongos | diptongos           |
| vocales cortas | vocales cortas       | vocales largas | vocales largas        | diptongos | diptongos           |
| IPA            | ejemplos             | IPA            | ejemplos              | IPA       | ejemplos            |
| -------------- | -------------------- | -------------- | --------------------- | --------- | ------------------- |
| ʊ              | foot, hood, chook    | ʉː             | goose, boo, who'd     | ɪə        | near, beard, hear   |
| ɪ              | kit, bid, hid,       | iː             | fleece, bead, heat    | æɔ        | mouth, bowed, how'd |
| e/ɛ            | dress, led, head     | eː/ɛː          | square, bared, haired | əʉ        | goat, bode, hoed    |
| ə              | comma, about, winter | ɜː             | nurse, bird, heard    | æɪ        | face, bait, made    |
| æ              | trap, lad, had       | æː             | bad, sad, mad         | ɑe        | price, bite, hide   |
| ɐ              | strut, bud, hud      | ɐː             | start, palm, bath     | oɪ        | choice, boy, oil    |
| ɔ              | lot, cloth, hot      | oː             | thought, north, force |           |                     |
| 1. 2. 3.       |                      |                |                       |           |                     |

### Consonantes
Hay poca variación en los conjuntos de consonantes utilizados en los distintos dialectos ingleses, pero sí en la forma de emplearlas. El inglés australiano no es una excepción.
|             |         | Labial | Dental | Alveolar | Post- alveolar | Palatal | Velar | Glottal |
| ----------- | ------- | ------ | ------ | -------- | -------------- | ------- | ----- | ------- |
| Nasal       | Nasal   | m      |        | n        |                |         | ŋ     |         |
| Oclusiva    | fortis  | p      |        | t        |                |         | k     |         |
| Oclusiva    | lenis   | b      |        | d        |                |         | ɡ     |         |
| Africada    | fortis  |        |        |          | tʃ             |         |       |         |
| Africada    | lenis   |        |        |          | dʒ             |         |       |         |
| Fricativa   | fortis  | f      | θ      | s        | ʃ              |         |       | h       |
| Fricativa   | lenis   | v      | ð      | z        | ʒ              |         |       |         |
| Aproximante | central |        |        | ɹ        |                | j       | w     |         |
| Aproximante | lateral |        |        | l        |                |         |       |         |

El inglés australiano es uniformemente no rótico; es decir, el sonido /ɹ/ no aparece al final de una sílaba o inmediatamente antes de una consonante. Como en muchos dialectos no róticos, la /ɹ/ de enlace puede producirse cuando una palabra que tiene ⟨r⟩ final en la grafía viene antes de otra palabra que empieza por vocal. Una /ɹ/ intrusiva puede insertarse igualmente antes de una vocal en palabras que no tienen ⟨r⟩ en la grafía en ciertos entornos, concretamente después de la vocal larga /oː/ y después de /ə/ final de palabra. Esto puede oírse en law-r-and order, donde se vocaliza una R intrusiva entre la AW y la A.
Al igual que en el inglés norteamericano, el aleteo alveolar intervocálico es un rasgo del inglés australiano: las /t/ y /d/ prevocálicas salen a la superficie como el golpe alveolar [ɾ] después de sonantes que no sean /m, ŋ/, así como al final de una palabra o morfema antes de cualquier vocal del mismo grupo de respiración. Ejemplos de este rasgo son que los siguientes pares se pronuncian de forma similar o idéntica: latter y ladder, así como rated y raided.

## Variedades
En comparación con muchas otras agrupaciones dialectales nacionales, el inglés australiano es relativamente homogéneo en todo el país. Existen algunas diferencias regionales relativamente pequeñas en la pronunciación. Un número limitado de palabras tiene un marcado carácter regional. En consecuencia, se puede deducir la procedencia geográfica de las personas si utilizan palabras propias de determinados estados o territorios australianos y, en algunos casos, incluso de regiones más pequeñas.

### Acentos
| Fonema | Conjunto léxico | Realización fonética | Realización fonética | Realización fonética |
| Fonema | Conjunto léxico | Cultivated           | General              | Broad                |
| ------ | --------------- | -------------------- | -------------------- | -------------------- |
| /iː/   | FLEECE          | [ɪi]                 | [ɪ̈i]                 | [əːɪ]                |
| /ʉː/   | GOOSE           | [ʊu]                 | [ɪ̈ɯ, ʊʉ]             | [əːʉ]                |
| /æɪ/   | FACE            | [ɛɪ]                 | [æ̠ɪ]                 | [æ̠ːɪ, a̠ːɪ]           |
| /əʉ/   | GOAT            | [ö̞ʊ]                 | [æ̠ʉ]                 | [æ̠ːʉ, a̠ːʉ]           |
| /ɑe/   | PRICE           | [a̠e]                 | [ɒe]                 | [ɒːe]                |
| /æɔ/   | MOUTH           | [a̠ʊ]                 | [æo]                 | [ɛːo, ɛ̃ːɤ]           |

Según los lingüistas, se hablan tres variedades principales de inglés australiano de acuerdo a su pronunciación: Cultivated Australian English, Broad Australian English y General Australian English. Forman parte de un continuo que refleja variaciones en el acento. Pueden reflejar, aunque no siempre, la clase social, la educación y la procedencia urbana o rural del hablante.
El Cultivated Australian English (inglés australiano culto) es una forma surgida a fines del siglo XIX en respuesta a un nuevo concepto de pronunciación aceptada en Gran Bretaña, estrechamente vinculado a nociones de prestigio social, en la que hablantes australianos modificaron sus vocales y diptongos para acercarlos a los modelos británicos. Desde la década de 1890 y hasta bien entrada la de 1950, la elocución estaba en el aire, y los profesores de elocución encontraron un mercado fácil para la enseñanza de vocales y diptongos británicos a las clases socialmente acomodadas.
El Broad Australian English (inglés australiano amplio) es una forma surgida posteriormente. Como si se tratara de una respuesta a este nuevo inglés culto de base británica, en la primera parte del siglo XX se desarrolló una forma diametralmente opuesta de inglés australiano. Esta forma alejó aún más las vocales y diptongos australianos de lo que ahora era el estándar británico de pronunciación, y enfatizó la nasalidad, la entonación plana y la elisión de sílabas. Este acento es reconocible y familiar para los angloparlantes de todo el mundo. Predomina en todo el país, pero es especialmente común en las zonas rurales. Algunos ejemplos de personas con este acento son Steve Irwin, Paul Hogan y los ex primeros ministros Julia Gillard, Bob Hawke y John Howard.
La mayoría de los australianos siguieron hablando con el acento que se había establecido en los primeros cincuenta años de asentamiento, y esta forma de hablar pasó a conocerse como General Australian English (inglés australiano general), que compone el acento dominante en la actualidad. Es considerada la variedad  estándar.

### Inglés de los aborígenes e isleños del estrecho de Torres
El inglés aborigen australiano es un dialecto del inglés australiano utilizado por una gran proporción de australianos indígenas. Se compone de una serie de formas que se desarrollaron de manera diferente en las distintas partes de Australia, y se dice que varían a lo largo de un continuo, desde formas cercanas al inglés australiano estándar hasta formas más atípicas. Existen rasgos distintivos en el acento, la gramática, las palabras y los significados, así como en el uso de la lengua. El dialecto no debe confundirse con el kriol australiano, que no es mutuamente inteligible con el inglés australiano, sino una lengua aparte hablada por más de 30 000 personas. En las islas del estrecho de Torres se habla un dialecto distintivo conocido como inglés del estrecho de Torres, cuyo máximo exponente es el criollo del estrecho de Torres.

### Variaciones regionales
Aunque el inglés australiano es relativamente homogéneo, existen algunas variaciones regionales. Los dialectos del inglés que se hablan en los distintos estados y territorios de Australia difieren ligeramente en vocabulario y fonología.
La mayoría de las diferencias regionales radican en el uso de las palabras. La ropa de baño se conoce como cossies /ˈkɔziːz/, togs o swimmers en Nueva Gales del Sur, togs en Queensland, y bathers en Victoria, Tasmania, Australia Occidental y Australia Meridional. Lo que en Queensland se llama stroller (cochecito) se suele llamar pram en Victoria, Australia Occidental, Australia Meridional, Nueva Gales del Sur y Tasmania.
La preferencia por algunas palabras sinónimas también difiere entre estados. Garbage (es decir, cubo de basura, camión de la basura) predomina sobre rubbish en Nueva Gales del Sur y Queensland, mientras que rubbish es más popular en Victoria, Tasmania, Australia Occidental y Australia Meridional.

## Ortografía
La ortografía australiana es muy similar a la británica, con pocas excepciones. El Macquarie Dictionary y el Australian Oxford Dictionary son los más utilizados por universidades, gobiernos y tribunales como estándar ortográfico del inglés australiano.
Las pequeñas diferencias sistemáticas que se dan entre la ortografía australiana y la británica son las siguientes:
- Las palabras que suelen terminar en eable en inglés británico terminan en able en inglés australiano. Por lo tanto, el inglés australiano favorece livable sobre liveable, sizable sobre sizeable, movable sobre moveable, etc., aunque ambas variantes son aceptables.
- Las palabras que suelen terminar en eing en inglés británico terminan en ing en inglés australiano. Por lo tanto, el inglés australiano prefiere aging a ageing, o routing a routeing, etc., aunque ambas variantes son aceptables.
- Las palabras que suelen acabar en mme en inglés británico terminan en m en inglés australiano. Por lo tanto, el inglés australiano prefiere program a programme (en todos los contextos) y aerogram a aerogramme, aunque ambas variantes son aceptables. Al igual que en Canadá, Nueva Zelanda y Estados Unidos, (kilo)gram es la única grafía que se acepta en el inglés australiano.

Otros ejemplos de palabras cuya ortografía preferida difiere de la británica según el Macquarie Dictionary son analog, guerilla, verandah, burka, pastie, neuron, hicup, annex, raccoon, etc. Las formas no espaciadas como onto, anytime, alright y anymore también se consideran tan aceptables como las espaciadas.

## Vocabulario
El inglés australiano posee varios términos que los consideran únicos y propios de su país. Una de las principales influencias en los comienzos de la colonización fueron los idiomas aborígenes australianos. En los primeros 100 años de colonización y exploración europeas, el inglés australiano tomó prestadas unas 400 palabras de unas 80 lenguas aborígenes, tales como kangaroo, boomerang, corroboree, dingo, koala, wombat, wallaroo, etc. La mayoría de los préstamos procedían de las lenguas habladas en los principales puntos de asentamiento o cerca de ellos.: 2–6  En estos primeros años, los colonos utilizaron a menudo los recursos del inglés británico para intentar describir  el nuevo mundo de Australia. A veces alteraban los sentidos existentes. La flora y la fauna a menudo recibían nombres que se asemejaban a la fauna y la flora europeas. fauna y flora europeas. El término ash, por ejemplo, se aplicaba a los árboles que producían una madera parecida a la del fresno europeo, a pesar de que estos no están relacionados de ninguna manera. Para distinguir la planta o el animal australiano de la planta o el animal europeo con el que se comparaba, a menudo se utilizaba la palabra native. La palabra bush se utilizaba de forma similar.: 7–8 
En la época de los convictos, entre 1788 y 1868,  el lenguaje primitivo de la clase convicta produjo nuevas palabras como swag, swagman, cockatoo, lag o parramatta. La mayor parte de la terminología registrada tiene que ver con la organización y administración del sistema de convictos, y desapareció con la desaparición de dicho sistema. Sin embargo, muchos de ellos se incluyen en el Australian Oxford Dictionary por su importancia para la historia de Australia.: 11–13  Otra de las palabras surgidas en esta época fue la icónica outback, término usado para designar las vastas y despobladas regiones interiores de Australia, cuya primera mención en el Oxford English Dictionary data de 1852, en la obra de G. C. Furber. Entre los términos con significado similar se encuentran bush y never never.
Los dialectos británicos fueron una fuente importante de palabras australianas en el siglo XIX. Alrededor de 200 palabras, procedentes de diversos dialectos británicos, perdieron su condición de «dialecto» en el inglés australiano y pasaron a formar parte de la corriente principal del inglés de Australia, tales como larrikin, barrack o bobyang.: 15–16  Las fuentes del inglés australiano no se limitan a los dialectos británicos. Hay otro grupo de términos que en el Diccionario Nacional Australiano como procedente del «argot británico», a diferencia del «dialecto británico», como bludger o sheila.: 17 
Las guerras afrontadas por el país también produjeron una serie de términos icónicos tales como Anzac o Aussie, este último usado originalmente para designar a un soldado australiano.: 21–23 
Entre algunas palabras y frases usadas en la jerga australiana moderna se encuentran arvo (tarde), barby/barbie (grill o parrilla de barbacoa), g’day (abreviación de «good day», buen día o buenos días), joey (cría de canguro), woop woop (en medio de la nada), mate (amigo), mateship (amistad), kiwi (neozelandés), Maccas (McDonald's), no dramas/no worries (generalmente significa «no te preocupes» o «no hay problema»), etc.

### Comparación con otras variedades
Cuando el vocabulario del inglés británico (BrE) y estadounidense (AmE) difiere, a veces el inglés australiano comparte un uso con una de esas variedades, como con petrol (AmE: gasoline, gasolina) y mobile phone (AmE: cellular phone, teléfono móvil) que se comparten con el inglés británico, o truck (BrE: lorry, camión) y eggplant (BrE: aubergine, berenjena) que se comparten con el inglés de Estados Unidos.
En otras circunstancias, el inglés australiano a veces favorece un uso que es diferente tanto del inglés británico como del estadounidense como con:
- (the) bush (AmE y BrE: (the) woods, bosque)
- bushfire (Ame y BrE: wildfire, incendio forestal)
- capsicum (AmE: bell pepper; BrE (green/red) pepper, pimiento)
- esky (AmE y BrE: cooler o ice box, congeladora)
- doona  (AmE: comforter; BrE duvet, edredón)
- footpath (AmE: sidewalk; BrE: pavement, acera)
- ice block or icy pole (AmE: popsicle BrE: ice lolly, paleta)
- lollies (AmE: candy; BrE: sweets, caramelos)
- overseas (AmE y BrE: abroad, en el extranjero)
- peak hour (Ame y BrE: rush hour, hora punta/pico)
- powerpoint (AmE: electrical outlet; BrE: electrical socket, tomacorrientes)
- thongs (AmE y BrE: flip-flops, sandalias)
- ute /jʉːt/ (AmE y BrE: pickup truck, camioneta)